# Kazimierz Ostrowski
Kazimierz Ostrowski (* 14. Februar 1917 in Berlin; † 12. Juli 1999 in Gdynia, Polen) war ein polnischer Maler.

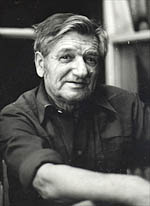
Kazimierz Ostrowski, 1975

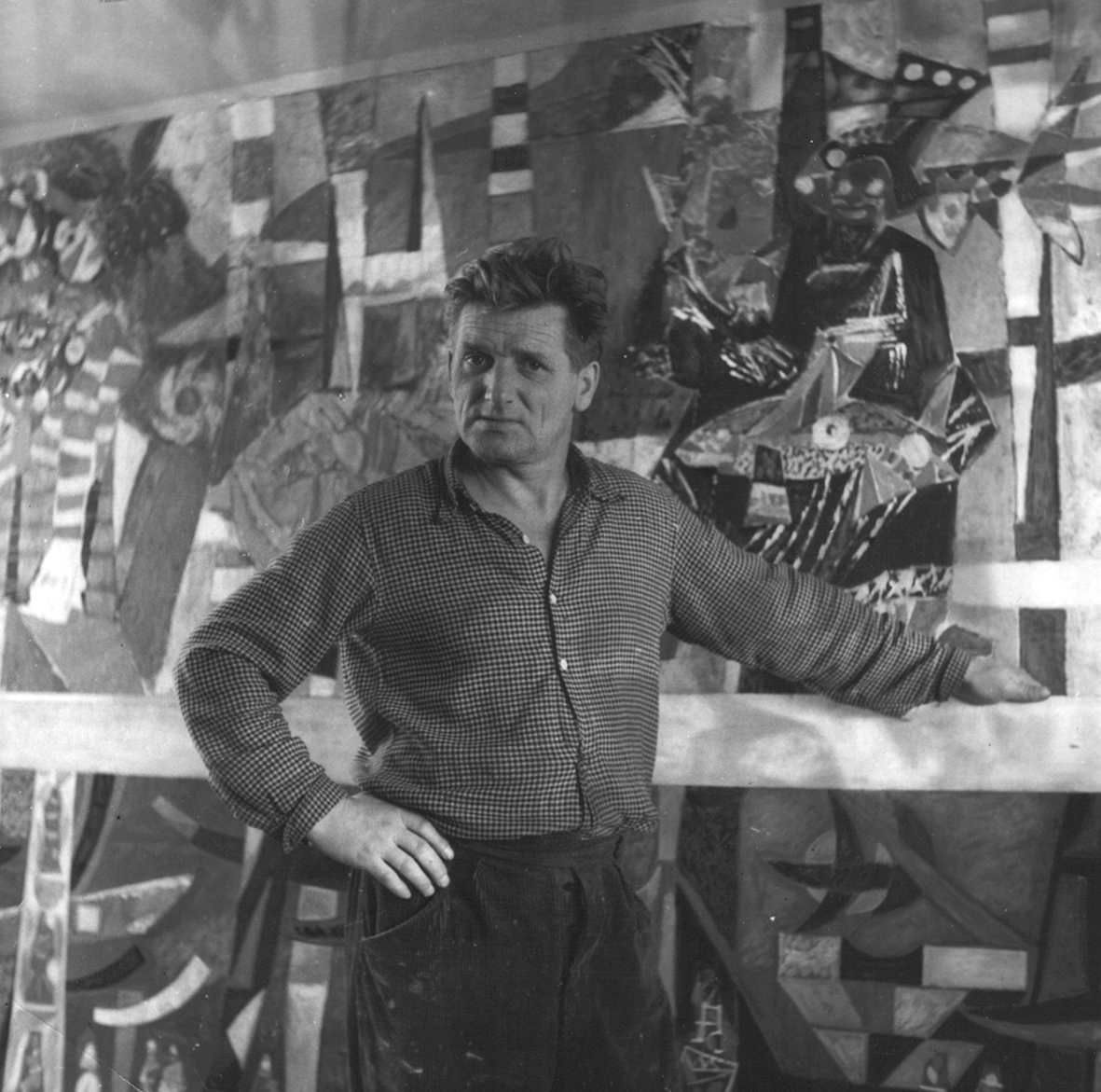
Kazimierz Ostrowski, 1960

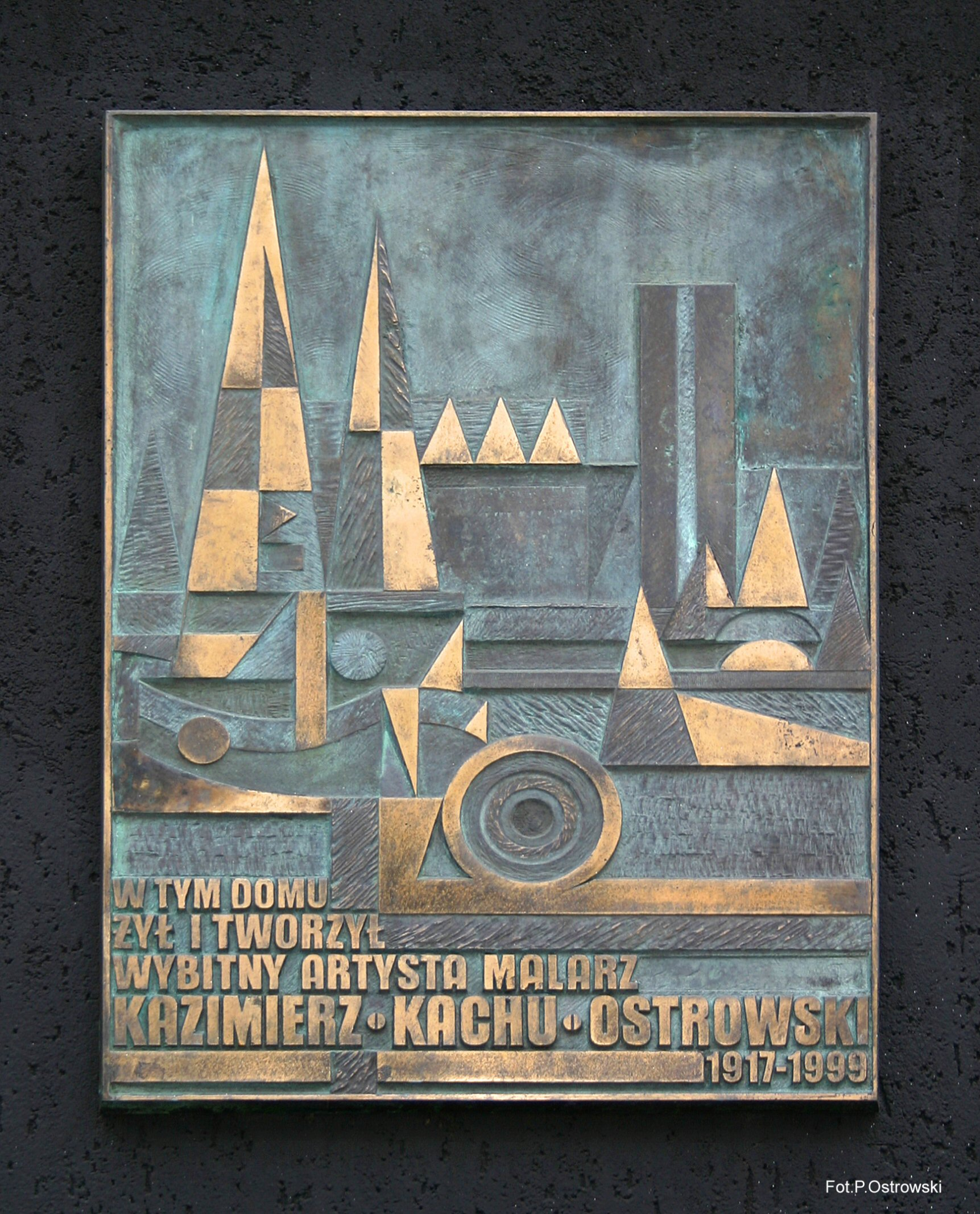
Gedenktafel aus Bronze, Gdingen, Abrahama-Straße 62

Im Jahr 1920 war Kazimierz Ostrowski mit seiner Familie nach Posen zurückgekehrt. 1934 ging er zusammen mit seinem älteren Bruder Zygmunt nach Gdingen. Dort malten beide Schilder und Schiffsnamen, unter anderem auf der Kosciuszko und der Batory. Nach dem Kriegsende im Jahr 1945 fertigte Kazimierz zusammen mit seinem Vater und seinen zwei Brüdern Straßenschilder und Schilder an Gebäuden in Gdingen an. Im gleichen Jahr begann er sein Studium an der Kunsthochschule in Zoppot. Im Jahr 1949 bekam er ein Stipendium von der französischen Regierung für ein Studium in Paris. Er begann eine Lehre in einem Atelier bei dem berühmten französischen Maler Fernand Léger. 1950 kehrte er zurück nach Gdingen und heiratete Halina Krywald, mit der er zwei Kinder hatte. In den Jahren 1964 bis 1987 war er Lehrbeauftragter im Bereich der Staffeleimalerei an der Kunsthochschule in Danzig. Im Oktober 1981 bekam er den Titel außerordentlicher Professor.
Kazimierz Ostrowski hatte an etwa 60 individuellen und gemeinsamen Ausstellungen teilgenommen und wurde mit zahlreichen Auszeichnungen bedacht. Er starb am 12. Juli 1999 in seiner Wohnung und Arbeitsstätte in Gdingen in der Abrahama-Straße 62. An der Fassade des Hauses wurde am 26. Oktober 2006 eine Gedenktafel aus Bronze enthüllt.

## Auszeichnungen
- 1957 – 1. Preis für Malerei bei der ersten polnischen Ausstellung für Junge Maler
- 1959 – Artistische Auszeichnung der Stadt Gdingen
- 1970 – Goldenes Verdienstkreuz der Republik Polen
- 1974 – Gedenkmedaille des Bürgermeisters für ein reges Interesse und die Teilnahme an der Entwicklung der Stadt Gdingen
- 1974 – Auszeichnung des Bürgermeisters Stadt Gdingen für das gesamte Kunstschaffen
- 1976 – Medaille vom Bürgermeister zum 50. Geburtstag Stadt Gdingen
- 1982 – Auszeichnung 1. Grades vom Kulturminister Polens
- 1985 – Auszeichnung 1. Grades vom Rektor der Kunsthochschule (PWSSP) in Danzig
- 1988 – Orden Polonia Restituta (Oficerski)
- 1991 – Auszeichnung vom Danziger Bürgermeister als besonderen Pädagogen
- 1995 – Künstlerische Auszeichnung vom Bürgermeister Stadt Gdingen